# Bruno Rodzik
Bruno Rodzik (29. maj 1935 – 12. april 1998) var en fransk fodboldspiller, der spillede som forsvarer. Han var på klubplan tilknyttet Stade Reims og OGC Nice, og spillede desuden 21 kampe for det franske landshold. Han var med på det franske hold til EM i 1960.

## Titler
Ligue 1
- 1958, 1960 og 1962 med Stade Reims